# Līga Liepiņa
Līga Liepiņa est une actrice lettone née le 1er août 1946 à Naukšēni.

## Filmographie
- 1967 : Quatre chemises blanches (Elpojiet dzili) de Rolands Kalniņš : Bella
- 1969 : Pie bagatas kundzes : Emma Karkls
- 1970 : Klavs - Martina dels : Bille
- 1972 : Ceplis : Femme de Zutis (en tant que L. Liepina)
- 1973 : Pieskariens : Kristina
- 1974 : Dundurins : Maruta
- 1974 : Ilga-Ivolga
- 1980 : Ja nebutu si skuka
- 1981 : Limousine dans les couleurs de la nuit de la Saint-Jean (Limuzins Janu nakts krasa) de Jānis Streičs : Veronika
- 1982 : Tri dnya na razmyshleniye
- 1982 : Zabytyje veshtchi
- 1983 : Akmenainais cels
- 1985 : Match sostoitsya v lyubuyu pogodu
- 2000 : L'Été terrible (Baiga vasara) d'Aigars Grauba
- 2017 : Magic Kimono : Anna